# ラング・アーダーム
ラング・アーダーム（Lang Ádám 、1993年1月17日 - ）は、ハンガリー・ヴェスプレーム県ヴェスプレーム出身のプロサッカー選手。ハンガリー代表。ポジションは、ディフェンダー。

## クラブ経歴

### ジェール
2012年にジェールETO FCに入団。
2013–14シーズンのMezőkövesd-Zsóry SE戦で移籍後初ゴール。

### ヴィデオトン
2015年6月24日、ヴィデオトンFCに移籍。
2016年8月21日のデブレツェニVSCで初ゴール。

### ディジョン
2016年9月、移籍ウインドーの閉まる数分前にディジョンFCOと契約を交わした。
9月20日のリーグ・アン・パリ・サンジェルマンFC戦で移籍後初出場。15分にオウンゴールを献上し0-3で敗れた。

### CFRクルジュ
2018年7月4日、ルーマニアのCFRクルジュに移籍した。

## 代表歴
2014年5月22日のデンマーク戦でハンガリー代表デビュー。
UEFA EURO 2016のメンバーにも名を連ねた。6月14日のオーストリア戦で大会初出場。アイスランド戦、ポルトガル戦にも出場した。
UEFA EURO 2024に選出

### ゴール
| No | 開催日         | 会場               | 対戦国   | スコア | 結果 | 試合概要                    | Ref    |
| -- | -------------- | ------------------ | -------- | ------ | ---- | --------------------------- | ------ |
| 1. | 2016年11月13日 | グルパマ・アレーナ | アンドラ | 2–0    | 4–0  | 2018 FIFAワールドカップ予選 | [ 12 ] |